# Costantino Lazzari
Costantino Lazzari (1er janvier 1857, Crémone - 29 décembre 1927, Rome) est un homme politique socialiste italien.

## Biographie
Artisan d'humble origine, il s'inscrit très jeune aux associations ouvrières milanaises créées par les radicaux. Au sein même de celle-ci, il conduit avec son ami Giuseppe Croce la bataille pour la formation d'un parti de classe. Aidé par des personnalités intellectuels comme Enrico Bignami et Osvaldo Gnocchi Viani, il fonde en 1882 le Parti ouvrier italien, ancêtre du Parti socialiste italien.
Se liant d'amitié avec Filippo Turati et Anna Kuliscioff, il adhère au socialisme de Karl Marx et il est à l'origine de la fusion du Parti ouvrier italien qu'il avait créé dans le Parti des Travailleurs italiens nouvellement créé en 1892 et qui deviendra le Parti socialiste italien en 1895 à Parme. Ennemi du réformisme, il s'allie avec les syndicalistes révolutionnaires de Milan (dont Walter Mocchi et Arturo Labriola) avec lesquels, pourtant, il ne partage pas les opinions sur la violence révolutionnaire. Revenu au Parti socialiste italien, il en devient le Secrétaire national de 1912 au 24 janvier 1918, date à laquelle il emprisonné pour défaitisme et est remplacé par Egidio Gennari. Du 20 novembre 1918 à mars 1919, il est de nouveau Secrétaire national en mars au profit d'Arturo Vella.
Lors de l'éclatement de la Première Guerre mondiale, alors qu'il était encore Secrétaire national du Parti socialiste italien, il crée le slogan Ni adhérer, ni saboter.
Costantino Lazzari meurt à Rome dans la pauvreté le 29 décembre 1927, alors qu'il était persécuté par le régime fasciste. Il influencera par la suite de nombreuses personnes tel le sénateur et député Giuseppe Alberganti.

## Sources
- (it) Fulvio Conti, Dizionario Biografico degli Italiani, vol. 64, 2005 (lire en ligne), « Costantino Lazzari ».

- (it) Cet article est partiellement ou en totalité issu de l’article de Wikipédia en italien intitulé « Costantino Lazzari » (voir la liste des auteurs).